# Clondrohid
Clondrohid är en ort i republiken Irland. Den ligger i den sydvästra delen av landet, 250 km sydväst om huvudstaden Dublin. Clondrohid ligger 140 meter över havet och antalet invånare är 188.
Terrängen runt Clondrohid är kuperad norrut, men söderut är den platt.Runt Clondrohid är det glesbefolkat, med 19 invånare per kvadratkilometer. Närmaste större samhälle är Macroom, 5,9 km sydost om Clondrohid. Trakten runt Clondrohid består i huvudsak av gräsmarker.